# Tulcea
Tulcea (en búlgar, rus, i en ucraïnès: Тулча, Tultxa; en turc: Hora-Tepé o Tolçu) és una ciutat amb estatus de municipiu a Dobruja (Romania). És la capital del comtat (districte) de Tulcea. Situada a la vora del riu Danubi, més exactament l'afluent Tulcea que es divideix en el Sant Jordi i Sulina. Al 2011 tenia 73.707 habitants.

## Història
Ovidi ho va narrar a Epistulae exPonto, i deia que el seu nom procedia del seu fundador, els dacis anomenats "Carpyus Aegyssus".
Al segle i, Aegyssos/Aegyssus va ser conquistat pels romans, que havien d'establir una base per a la flota romana que defensés la frontera del nord-est de l'imperi, consolidant-lo amb muralles i torres altes (les ruïnes de defensa segueixen sent visibles).
Llavors va ser governada per l'Imperi Romà d'Orient (segles IV i VI), per l'Imperi Búlgar (678-c.1000; 1185-segle xiv), per Gènova (segles X- xiii), i va formar part del govern local de Dobruja de Balik (Balica), Dobrotitsa (Dobrotici), i, per un espai breu de temps després de 1390, governada pel príncep Mircea cel Batrân de Valaquia.
Al 1416 va ser conquistada per l'Imperi Otomà, i concedida a Romania, juntament amb la resta de Dobruja, al 1878. Al voltant del 1848, Tulcea seguia sent una ciutat petita de la drassana, sent-li concedit l'status de ciutat al 1860, quan es va convertir en capital de la província.

## Geografia
El Delta del Danubi ocupa la major part de la província, sent actualment la Reserva de la Biosfera més gran de la UE. Existeix una gran quantitat d'aus, entre elles una espècie de pelicà (que figura en l'escut del Delta). L'activitat principal és la pesca, i existeix la drassana d'Aker que ocupa a gran part de la població.

## Demografia
Segons el cens del 2002, Tulcea té una població de 99.875 habitants, el 92,3 % dels quals són romanesos. Els grups significatius de la minoria inclouen als russos lipovans (sobre un 3,4 % de la població total), i als turcs (1,4 %).

## Personatges importants
- Dimitar Petkow, Primer ministre búlgar
- Grigore Moisil, matemàtic
- Tora Vasilescu, actriu
- Virginia Mirea, actriu
- Crinera Antonescu, diputat
- Traian Cosovei, escriptor
- Stefan Karadzha, Revolucionari búlgar